# Nazionale femminile di pallacanestro del Kirghizistan
La nazionale femminile di pallacanestro del Kirghizistan è la rappresentativa cestistica del Kirghizistan ed è posta sotto l'egida della Federazione cestistica del Kirghizistan.

## Piazzamenti

### Campionati asiatici
- 1994 - 7°
- 1995 - 5°
- 1997 - 6°